# Zwynika
Zwynika (bułg. Звъника) – wieś w Bułgarii, w obwodzie Kyrdżali, w gminie Kyrdżali. Wieś jest niezamieszkana.